# فرانک پرز
فرانک پرز (انگلیسی: Franky Perez؛ زادهٔ ) یک موسیقی‌دان اهل ایالات متحده آمریکا است.